# إبرو عمر
إبرو عمر (بالهولندية: Ebru Umar)‏ كاتبة هولندية من اصول تركية من مواليد مدينة لاهاي الهولندية في 20 ماي 1970 .
كاتبة عمود منتظم في صحيفة مترو .وتكتب لعدد من المجلات الهولندية ونشرت أربعة كتب، وتكتب في كثير من الأحيان على المواضيع النسوية وانتقاد الإسلام.وفي عام 2006 تعرضت للضرب خارج شقتها في أمستردام من قبل اثنين من المهاجمين - وفي 23 أبريل 2016، ألقي القبض عليها في شقتها أثناء عطلة لها في مدينة كوساداسي التركية، بسبب انتقدها للرئيس التركي رجب طيب أردوغان .وأطلق سراحها بعد ذلك ولكن لم يسمح لها بمغادرة تركيا. وفي 24 أبريل 2016، تم سطو منزلها في أمستردام وتخريبه.

## من مؤلفتها
- البرقع Burka & Blahniks (2004)
- Vier over 8 (2005)
- Geen talent voor de liefde (2005), diary-style reminiscences[16]
- Turkse verleidingen (2008), a collection of travel stories set in Turkey